# ふるさと発
『ふるさと発』（ふるさとはつ）は、中国地方5県のNHK各放送局で放送された地域情報番組である。2005年度から2010年度（2011年3月4日）まで放送された。
本項目では『ふるさと発スペシャル』についても併せて述べる。

## 概要

### 19時台
本来の『ふるさと発』は、金曜夜の『NHKニュース7』直後の枠で放送しているものである。内容は、ドキュメンタリー、ニュース検証リポートなどさまざまである。月1回は、各県別の内容となることもあるが、その場合、全く別の番組として放送しているところもある。

### ふるさと発スペシャル
それに続く20時台は、『ふるさと発スペシャル』として、様々な企画を放送している。中国地方にあるさまざまな宝について旅をする『あいたい』、四国ブロックとの共通企画である『今日はここ行こ!』や、19時台の枠では放送できない長時間ドキュメンタリーなどが放送される。

### 差し替え
2008年度以降では、県別の内容を優先するところが増えており、中心局である広島局でも、2008年度、19時台の県域番組タイトルを独自に設定した。

### 打ち切り・分離へ
2011年度の改編に際し、広島局は完全デジタル化を睨み編成を抜本的に見直すことを決断した。19時台の本編は3月11日で、20時台ベースのスペシャルについては原則翌週18日で、それぞれ終了させ、時間帯別に独立した別番組に移行させることを発表した。
19時台については『フェイス』とし、この番組本来の枠を引き継ぐ。一旦『いっちゃん!ひろしま』として分離していた広島県域枠についても再統合する。20時台については新番組『金曜スペシャル』を編成する。広島が舞台となる大河ドラマ『平清盛』連動企画など、様々な企画を用意する。
ただし、実際には3月11日に東日本大震災が発生し、11日も18日も当該時間帯には報道特別番組が放送されたため、ふるさと発は放送されず、結果的に3月4日の放送が最終回となった。

## 放送日時
※いずれも中国地方の総合テレビ

### 基本
ふるさと発
- 本放送：金曜 19:30 - 19:55
- 再放送：日曜 8:00 - 8:25

ふるさと発スペシャル
- 本放送：金曜 20:00 - 20:43（「ちゅうごく再生プロジェクト」の放送時など19:30開始の場合あり）
- 再放送：日曜 14:15 - 14:58

### 例外
- 岡山県では、月に1度『月刊岡山トラのアナ』を放送しているが、『ふるさと発スペシャル』の県域差し替え版としての扱いとなっている上、開始が19:30のため、この場合における『ふるさと発』放送時間は20:18 - 20:43となる。
- 県域版差し替え
  - 広島県：『いっちゃん!ひろしま』（『ふるさと発』の差し替え）
  - 山口県：『YAMAGUTIC』（『ふるさと発スペシャル』の差し替え）
- 不定期でNHKワールド・プレミアムでも放送する場合がある（主に通常の定時番組で国会中継や放送権の都合で放送できない場合の差し替え）。

## 関連番組
※『ふるさと発』と同種の各地の番組。
- 北海道：北海道クローズアップ
- 東北：クローズアップ東北
- 関東・甲信越：特報首都圏
- 東海・北陸：ナビゲーション
- 関西：かんさい熱視線
- 四国：四国羅針盤
- 九州沖縄：九州沖縄インサイド